# Armor
Armor is een historisch motorfiets- en automerk.
De bedrijfsnaam was: Ets. Armor, Paris.
Armor was een Frans motorfietsmerk, een dochteronderneming van Alcyon. De (vanaf 1910) geproduceerde motorfietsen waren dan ook vrijwel identiek: 98cc-tweetakten en viertakten vanaf 173 cc. Eind jaren twintig volgden 498cc-viertakt-blokmotoren met stoterstangen maar ook met een bovenliggende nokkenas en soms ook asaandrijving.
Waarschijnlijk werd de productie, die in 1934 was gestaakt, in 1945 alweer opgepakt. Aanvankelijk met een 100cc-tweetaktje met drie versnellingen en kettingaandrijving, vanaf 1948 kwam er een 125cc-uitvoering. In 1949 maakte men een 48cc-viertakt-hulpmotor voor fiets. Deze motor dreef de fiets via een rolaandrijving aan. Ook kwamen er toen nog drie verschillende 125cc-modellen met drie- en vier versnellingen. In 1953 volgde een 250cc-viertaktmodel. De laatste berichten over Armor stammen uit 1957.